# Mejji
 (octobre 2018).
Si vous disposez d'ouvrages ou d'articles de référence ou si vous connaissez des sites web de qualité traitant du thème abordé ici, merci de compléter l'article en donnant les références utiles à sa vérifiabilité et en les liant à la section « Notes et références ».
Mejji est une commune de la province d'Essaouira, dans l'état de Marrakech-Safi au Maroc. 
Au moment du recensement de 2004, la commune comptait une population totale de 7 029 personnes vivant dans 1 129 ménages.